# Kanton Sains-en-Gohelle
Der Kanton Sains-en-Gohelle war von 1992 bis 2015 ein französischer Kanton im Arrondissement Lens, im Département Pas-de-Calais und in der Region Nord-Pas-de-Calais. Sein Hauptort war Sains-en-Gohelle. Der Kanton lag im Mittel 102 Meter über Normalnull, zwischen 39 Metern in Sains-en-Gohelle und 192 Metern in Bouvigny-Boyeffles.

## Gemeinden
Der Kanton bestand aus sechs Gemeinden:
| Gemeinde           | Einwohner Jahr | Fläche km² | Bevölkerungsdichte | Code INSEE | Postleitzahl |
| ------------------ | -------------- | ---------- | ------------------ | ---------- | ------------ |
| Aix-Noulette       | 3.909 (2013)   | 10,44      | 374 Einw./km²      | 62019      | 62160        |
| Bouvigny-Boyeffles | 2.442 (2013)   | 9,07       | 269 Einw./km²      | 62170      | 62172        |
| Gouy-Servins       | 345 (2013)     | 3,32       | 104 Einw./km²      | 62380      | 62530        |
| Hersin-Coupigny    | 6.073 (2013)   | 12,02      | 505 Einw./km²      | 62443      | 62530        |
| Sains-en-Gohelle   | 6.363 (2013)   | 5,73       | 1110 Einw./km²     | 62737      | 62114        |
| Servins            | 1.100 (2013)   | 6,36       | 173 Einw./km²      | 62793      | 62530        |